# Enrichetta Maria di Brandeburgo-Schwedt
Enrichetta Maria di Brandeburgo-Schwedt (Schwedt, 2 marzo 1702 – Köpenick, 7 maggio 1782) è stata una nipote di Federico Guglielmo I di Brandeburgo ed una figlia di Filippo Guglielmo (1669-1711), primo figlio avuto dall'elettore di Brandeburgo dalla sua seconda moglie, Sofia Dorotea di Schleswig-Holstein-Sonderburg-Glücksburg.
La madre di Enrichetta fu la principessa Giovanna Carlotta di Anhalt-Dessau (1682-1750), figlia di Giovanni Giorgio II di Anhalt-Dessau.

## Biografia

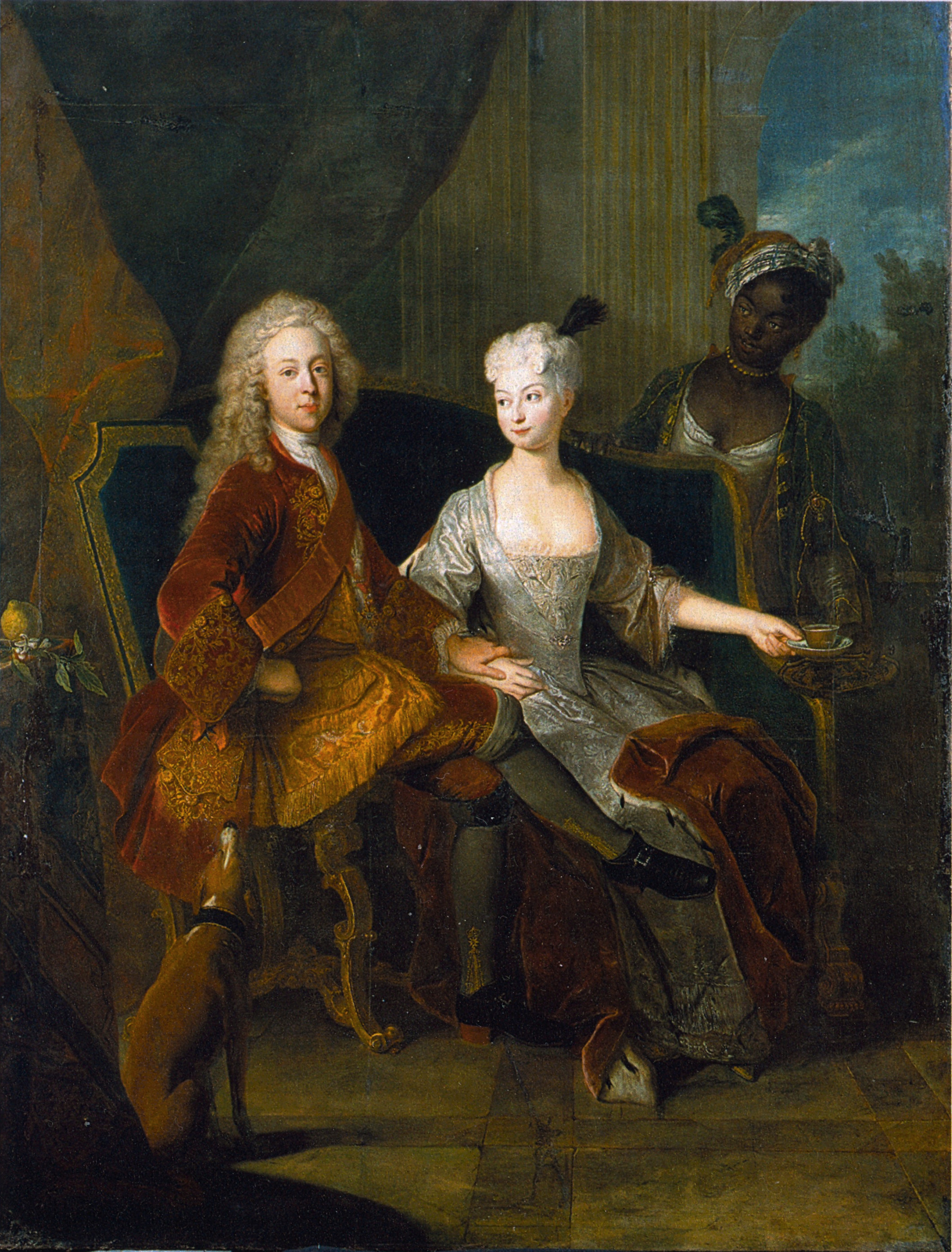
Enrichetta Maria di Brandenburg-Schwedt e Federico Luigi di Württemberg (Dipinto di Antoine Pesne, 1716)

Sposò, l'8 dicembre 1716 a Berlino il principe Federico Luigi di Württemberg (1698–1731), l'unico figlio del duca Eberardo Ludovico di Württemberg. La coppia ebbe due figli: 
- Eberardo Federico (1718–1719)
- Luisa Federica (1721–1791), in seguito duchessa di Meclemburgo-Schwerin, quale moglie di Federico II.

Enrichetta Maria morì ad 81 anni nello Schloss Köpenick, dove aveva trascorso gli anni della vedovanza. Dopo la sua morte, Luisa Federica donò una targa commemorativa, in onore di sua madre, situata nella tomba di Enrichetta Maria all'interno della chiesa dello Schloss Köpernick.  La targa è fatta di marmo nero lucido con un'iscrizione d'oro recitante il seguente epitaffio: "Questa tomba raccoglie le spoglie mortali dell'illustre principessa Enrietta Maria, nata principessa di Prussia e di Brandeburgo, divenuta principessa ereditaria e duchessa di Württemberg e Teck. Nacque il II Marzo MDCCII, sposò il VIII Dicembre MDCCXVI il principe ereditario Federico Luigi di Württemberg. Rimase vedova il XXIII Novembre MDCCXXXI e si addormentò nel riposo eterno il VII Maggio MDCCLXXXII. Questo necrologio pose la sua unica figlia, Luisa Federica, duchessa di Meclemburgo-Schwerin, nata duchessa di Württemberg e Teck."
Negli anni Sessanta la bara, con la relativa mummia, vennero cremate, con il consenso della famiglia Hohenzollern, e l'ex tomba murata (come descritta da Fontane) venne aperta. L'urna contenente le ceneri di Enrichetta Maria, venne sepolta sotto l'epitaffio.

## Ascendenza
|                                                              |                                        |                                                         | Genitori                                      |  |  | Nonni |  |  | Bisnonni                            |  |  | Trisnonni                              |  |
|                                                              |                                        |                                                         |                                               |  |  |       |  |  | 8. Giorgio Guglielmo di Brandeburgo |  |  | 16. Giovanni Sigismondo di Brandeburgo |  |
|                                                              |                                        |                                                         |                                               |  |  |       |  |  | 8. Giorgio Guglielmo di Brandeburgo |  |  | 16. Giovanni Sigismondo di Brandeburgo |  |
|                                                              |                                        | 17. Anna di Prussia                                     |                                               |  |  |       |  |  | 8. Giorgio Guglielmo di Brandeburgo |  |  |                                        |  |
| 4. Federico Guglielmo I di Brandeburgo                       |                                        |                                                         |                                               |  |  |       |  |  | 8. Giorgio Guglielmo di Brandeburgo |  |  |                                        |  |
|                                                              |                                        | 9. Elisabetta Carlotta del Palatinato-Simmern           | 18. Federico IV del Palatinato                |  |  |       |  |  |                                     |  |  |                                        |  |
|                                                              |                                        | 9. Elisabetta Carlotta del Palatinato-Simmern           | 18. Federico IV del Palatinato                |  |  |       |  |  |                                     |  |  |                                        |  |
|                                                              |                                        | 9. Elisabetta Carlotta del Palatinato-Simmern           | 19. Luisa Giuliana di Nassau                  |  |  |       |  |  |                                     |  |  |                                        |  |
| 2. Filippo Guglielmo di Brandeburgo-Schwedt                  |                                        | 9. Elisabetta Carlotta del Palatinato-Simmern           |                                               |  |  |       |  |  |                                     |  |  |                                        |  |
|                                                              |                                        | 10. Filippo di Schleswig-Holstein-Sonderburg-Glücksburg | 20. Giovanni di Schleswig-Holstein-Sonderburg |  |  |       |  |  |                                     |  |  |                                        |  |
|                                                              |                                        | 10. Filippo di Schleswig-Holstein-Sonderburg-Glücksburg | 20. Giovanni di Schleswig-Holstein-Sonderburg |  |  |       |  |  |                                     |  |  |                                        |  |
|                                                              |                                        | 10. Filippo di Schleswig-Holstein-Sonderburg-Glücksburg | 21. Elisabetta di Brunswick-Grubenhagen       |  |  |       |  |  |                                     |  |  |                                        |  |
| 5. Sofia Dorotea di Schleswig-Holstein-Sonderburg-Glücksburg |                                        | 10. Filippo di Schleswig-Holstein-Sonderburg-Glücksburg |                                               |  |  |       |  |  |                                     |  |  |                                        |  |
|                                                              |                                        | 11. Sofia Edvige di Sassonia-Lauenburg                  | 22. Francesco II di Sassonia-Lauenburg        |  |  |       |  |  |                                     |  |  |                                        |  |
|                                                              |                                        | 11. Sofia Edvige di Sassonia-Lauenburg                  | 22. Francesco II di Sassonia-Lauenburg        |  |  |       |  |  |                                     |  |  |                                        |  |
|                                                              |                                        | 11. Sofia Edvige di Sassonia-Lauenburg                  | 23. Maria di Brunswick-Lüneburg               |  |  |       |  |  |                                     |  |  |                                        |  |
| 1. Enrichetta Maria di Brandeburgo-Schwedt                   |                                        | 11. Sofia Edvige di Sassonia-Lauenburg                  |                                               |  |  |       |  |  |                                     |  |  |                                        |  |
|                                                              | 12. Giovanni Casimiro di Anhalt-Dessau | 24. Giovanni Giorgio I di Anhalt-Dessau                 |                                               |  |  |       |  |  |                                     |  |  |                                        |  |
|                                                              | 12. Giovanni Casimiro di Anhalt-Dessau | 24. Giovanni Giorgio I di Anhalt-Dessau                 |                                               |  |  |       |  |  |                                     |  |  |                                        |  |
|                                                              | 12. Giovanni Casimiro di Anhalt-Dessau | 25. Dorotea del Palatinato-Simmern                      |                                               |  |  |       |  |  |                                     |  |  |                                        |  |
| 6. Giovanni Giorgio II di Anhalt-Dessau                      | 12. Giovanni Casimiro di Anhalt-Dessau |                                                         |                                               |  |  |       |  |  |                                     |  |  |                                        |  |
|                                                              |                                        | 13. Agnese d'Assia-Kassel                               | 26. Maurizio d'Assia-Kassel                   |  |  |       |  |  |                                     |  |  |                                        |  |
|                                                              |                                        | 13. Agnese d'Assia-Kassel                               | 26. Maurizio d'Assia-Kassel                   |  |  |       |  |  |                                     |  |  |                                        |  |
|                                                              |                                        | 13. Agnese d'Assia-Kassel                               | 27. Giuliana di Nassau-Dillenburg             |  |  |       |  |  |                                     |  |  |                                        |  |
| 3. Giovanna Carlotta di Anhalt-Dessau                        |                                        | 13. Agnese d'Assia-Kassel                               |                                               |  |  |       |  |  |                                     |  |  |                                        |  |
|                                                              |                                        | 14. Federico Enrico d'Orange                            | 28. Guglielmo I d'Orange                      |  |  |       |  |  |                                     |  |  |                                        |  |
|                                                              |                                        | 14. Federico Enrico d'Orange                            | 28. Guglielmo I d'Orange                      |  |  |       |  |  |                                     |  |  |                                        |  |
|                                                              |                                        | 14. Federico Enrico d'Orange                            | 29. Luisa de Coligny                          |  |  |       |  |  |                                     |  |  |                                        |  |
| 7. Enrichetta Caterina d'Orange                              |                                        | 14. Federico Enrico d'Orange                            |                                               |  |  |       |  |  |                                     |  |  |                                        |  |
|                                                              |                                        | 15. Amalia di Solms-Braunfels                           | 30. Giovanni Alberto I di Solms-Braunfels     |  |  |       |  |  |                                     |  |  |                                        |  |
|                                                              |                                        | 15. Amalia di Solms-Braunfels                           | 30. Giovanni Alberto I di Solms-Braunfels     |  |  |       |  |  |                                     |  |  |                                        |  |
|                                                              |                                        | 15. Amalia di Solms-Braunfels                           | 31. Agnese di Sayn-Wittgenstein               |  |  |       |  |  |                                     |  |  |                                        |  |
|                                                              |                                        | 15. Amalia di Solms-Braunfels                           |                                               |  |  |       |  |  |                                     |  |  |                                        |  |